# Boletus pulcherrimus
Boletus pulcherrimus es una especie de hongo venenoso, basidiomiceto, del género Boletus, de la familia Boletaceae.

## Características
La forma del sombrero (píleo) es convexo, luego se aplana, puede medir hasta 25 centímetros de diámetro, su color es amarronado, el estipe es cilíndrico, de color marrón rojizo, tiene un espesor de 7 cm y un largo de hasta 10 cm.
Crece a finales del verano y principio del otoño, en los bosques de roble y abeto de América del Norte.

## Comestibilidad
Es tóxico, no se recomienda su ingesta.